# (55676) Clytios
(55676) Clytios, désignation internationale (55676) Klythios, est un astéroïde troyen jovien.

## Description
(55676) Clytios est un astéroïde troyen jovien, camp troyen, c'est-à-dire situé au point de Lagrange L5 du système Soleil-Jupiter. Il présente une orbite caractérisée par un demi-grand axe de 5,239 UA, une excentricité de 0,039 et une inclinaison de 11,8° par rapport à l'écliptique.
Il est nommé en référence au personnage de la mythologie grecque Clytios, acteur du conflit légendaire de la guerre de Troie.

## Compléments